# Раунд Вали (Калифорнија)
Раунд Вали (енгл. Round Valley) насељено је место без административног статуса у америчкој савезној држави Калифорнија.

## Демографија
По попису из 2010. године број становника је 435, што је 157 (56,5%) становника више него 2000. године.
| Група             | 2000.       | 2010.       |
| Белци             | 244 (87,8%) | 297 (68,3%) |
| Афроамериканци    | 0 (0,0%)    | 38 (8,7%)   |
| Азијати           | 6 (2,2%)    | 3 (0,7%)    |
| Хиспаноамериканци | 14 (5,0%)   | 69 (15,9%)  |
| Укупно            | 278         | 435         |